# Nealsomyia rufella
Nealsomyia rufella là một loài ruồi trong họ Tachinidae.